# Sergiu Celac
Sergiu Celac, né le 26 mai 1939 à Bucarest, est un diplomate et un homme politique roumain, qui est le premier ministre post-communiste des Affaires étrangères (1989-1990).

## Biographie
Diplômé en lettres de l'université de Bucarest, il entre dans la diplomatie roumaine en 1961, gravissant tous les échelons depuis le poste d'attaché jusqu'à celui de conseiller. Entre 1961 et 1978, il est également l'interprète de Gheorghe Gheorghiu-Dej et Nicolae Ceaușescu.
En 1978, il est écarté du ministère des Affaires étrangères pour des raisons politiques et se met au service d'une maison d'édition à Bucarest.

### Ministre
Le 26 décembre 1989, il fait partie du gouvernement provisoire de Petre Roman, qui prend le pouvoir après la chute de Nicolae Ceaușescu, et devient ministre des Affaires étrangères. Il conserve ce poste jusqu'au 28 juin 1990.

### Diplomate
Le 20 décembre 1990, il est nommé ambassadeur de Roumanie au Royaume-Uni, poste qu'il occupe jusqu'en 1996. Il devient alors ambassadeur pour différentes missions dans les Balkans, en Asie centrale, dans le Caucase et au Moyen-Orient. 
Après sa démission en 2000, il se consacre à des travaux académiques dans les domaines du développement durable et de la géopolitique régionale. Il est également conseiller spécial du président roumain de 2002 à 2004.